# Dziennik Wieczorny
Dziennik Wieczorny – dziennik popołudniowy, ukazujący się w Bydgoszczy i województwie bydgoskim w latach 1959–2000.

## Historia
Pierwszy numer „Dziennika Wieczornego” ukazał się 1 stycznia 1959 roku w nakładzie 43 tys. egzemplarzy. Inspiratorem powstania pierwszej w Bydgoszczy popołudniówki był ówczesny redaktor naczelny „Gazety Pomorskiej” Wiktor Malski. Pierwszym redaktorem został Zbigniew Gapiński.
Redakcja, mieściła się początkowo w użyczonych trzech pokojach „Gazety Pomorskiej” przy ul. Śniadeckich 1. Zespół redakcyjny tworzyli: Witold Vogel, Jerzy Jaśkowiak, Franciszek Marszałek, Tadeusz Żołnierowicz, Mieczysław Andrzejewski, Tadeusz Jabłoński i Jerzy Stroiński. W latach 60. redakcja przeniosła się do budynku przy ul. Libelta 4, a nakład pisma wzrósł do 54 tys. egzemplarzy dziennie. Od 1959 r. w specjalnej kolumnie w dzienniku drukowane były komiksy, szczególnie popularne wśród młodego pokolenia. Rysunki zamieszczał w nich m.in. Jerzy Wróblewski – późniejszy czołowy rysownik cyklu Kapitana Żbika.
Na początku lat 70. redakcję tworzyli m.in. Krystyna Bacciarelli, Andrzej Białoszycki, Alfons Gryczka, Jerzy Derenda, Marian Rykowski, Janusz Drozdowski, Olgierd Lipczyński. Od 1972 r. ukazywał się piątkowo-niedzielny magazyn, który w kulminacyjnym okresie prosperity gazety, w połowie lat 80., sprzedawany był w nakładzie 180 tys. egzemplarzy. W odróżnieniu od innych krajowych popołudniówek, magazyn był publicystyczną wizytówką zespołu redakcyjnego. W 1984 r. wydano zbiór najciekawszych reportaży pod tytułem „Wirowanie”.
Wraz ze wzrostem nakładu i poziomu gazety, zwiększał się skład osobowy redakcji, który osiągnął w latach 80. liczbę kilkudziesięciu osób. W tym okresie numery codzienne ukazywały się w nakładzie 65-80 tys. egzemplarzy, a magazyny weekendowe 160-180 tys. egzemplarzy, z czego 65% sprzedawano w Bydgoszczy. Dziennik Wieczorny zaliczał się wówczas do najpopularniejszych gazet codziennych w Bydgoszczy. Charakterystycznym fragmentem bydgoskiego pejzażu były popołudniowe kolejki przed kioskami w celu zakupu pisma.
Dziennik Wieczorny oprócz informowania o bieżących wydarzeniach, zajmował się organizacją akcji społecznych, a od 1970 r. przyznawał tytuł „bydgoszczanina roku” oraz „sportowca roku”. W dziedzinie kultury najwięcej inicjatyw organizatorskich podejmowała redakcja we współpracy z teatrem. Przyznawano także tytuł „książki roku” oraz zapraszano znanych ludzi kultury. Na zaproszenie dziennika Bydgoszcz odwiedzali m.in. Jerzy Krzysztoń, Ryszard Kapuściński, Wiesław Myśliwski, Jerzy Wittlin, Jerzy Waldorff, Maria Nurowska, Jeremi Przybora, Andrzej Sapkowski, Andrzej Zaniewski, Bogusław Wołoszański, Zygmunt Kałużyński, Janusz Rolicki, Ewa Łętowska, Andrzej Garlicki, Bogdan Suchodolski, Karol Estreicher, Aleksander Krawczuk. Organizowano również imprezy sportowe, m.in.: zimowe „Turnieje Białego Misia”, wiosenny „Czar dwóch kółek” i wiele innych.
Trudne czasy dla dziennika nastąpiły po likwidacji w 1990 r. przedsiębiorstwa RSW Prasa-Książka-Ruch. Zespół redakcyjny usiłował zachować ciągłość pisma w nowych warunkach politycznych i ekonomicznych. W tym celu zorganizowano na nowo księgowość, dział wydawniczy i biuro ogłoszeń. Od 31 lipca 1991 r. tytuł był dzierżawiony przez prywatne przedsiębiorstwo „PolTech”. Redakcja przeniosła się do nowej siedziby przy ul. Dworcowej 110.
15 maja 1992 roku 33 dziennikarzy i pracowników administracyjnych „Dziennika Wieczornego” utworzyło spółkę „De-Wu Press” Sp. z o.o., której prezesem zarządu został Andrzej Białoszycki. Oprócz codziennej gazety, spółka wydawała miesięcznik o krajowym zasięgu „Map auto”, kwartalnik „Bis and bis” oraz pozycje książkowe. W 1993 r. ze względu na wymogi poligrafii i kolportażu – gazeta przestała być popołudniówką, stając się piątym na rynku regionalnym dziennikiem porannym. Decyzja ta zapoczątkowała powolny spadek sprzedaży, a kurczące się zasoby kapitałowe utrudniały niezbędne inwestycje.
Od 1995 r. wydawcą „Dziennika Wieczornego” została spółka „GP-Media”. Z powodu konkurencji na rynku prasowym sprzedaż stopniowo spadała. W 2000 r. Dziennik Wieczorny przestał być samodzielną redakcją, stając się sześciokolumnową wkładką „Gazety Pomorskiej”, wydawaną raz w tygodniu („dziennik VIP”). Rok później nastąpił kres „Dziennika Wieczornego”.